# مزرعه نو حاجی قنبری
مزرعه نو حاجی قنبری یک روستا در ایران است که در دهستان کوهستان (نائین) واقع شده‌است.